# Ramón Nomar
Ramón Nomar (ur. 9 stycznia 1974 w Caracas) – hiszpański aktor pornograficzny pochodzenia wenezuelskiego. Pseudonim „Nomar” to palindrom jego imienia.
Uważany za jednego z najlepszych aktorów dramatycznych na europejskiej scenie porno. W 2007 przeniósł się do Stanów Zjednoczonych, gdzie stał się jednym z najbardziej rozchwytywanych aktorów w branży rozrywki dla dorosłych w Ameryce Północnej. Jako jeden z wiodących i najpopularniejszych aktorów w branży porno 24 stycznia 2019 został wprowadzony do Galerii Sław AVN Award. Znalazł się też na liście finalistów Alei Sław Hall of Fame i odebrał nagrodę honorową XRCO Award (2019). W 2021 został uhonorowany XBIZ Award jako wykonawca roku.

## Wczesne lata
Pierwsze lata życia spędził w Caracas, później przeniósł się z rodziną do A Coruñi, gdzie dorastał z dwiema siostrami. Jego matka, Lola Fernández Peña, pracowała w El Corte Inglés. Był niespokojnym i pomysłowym dzieckiem, np. pierwszy rower zbudował samodzielnie, szukając części na różnych złomowiskach. Wykazywał niechęć do nauki. Pracował w dziale imprez w A Coruñie i rozwieszał plakaty na ulicy, był też kelnerem. Od 16. roku życia pasjonuje się sportami wodnymi, takimi jak surfing czy łowiectwo podwodne, brał udział w zawodach surfingu. Odbył dziewięciomiesięczną służbę w Marynarce Wojennej na Wyspach Kanaryjskich. W wieku 21 lat podjął pracę w lokalnym sex shopie, w którym przez rok (1994) prowadził też peep-show.

## Kariera

### Początki kariery
W wieku 16 lat w szkole średniej zafascynował się branżą porno, oglądając filmy Rocco Siffrediego. Kiedy dyrektor jego liceum zapytał go, co chce zrobić ze swoim życiem, Nomar wpadł w kłopoty, gdy powiedział, że chce zostać aktorem porno. We wrześniu 1995 wygrał casting zorganizowany przez włoskiego reżysera Lucę Damiano na Międzynarodowym Festiwalu Filmów Erotycznych w Barcelony. Uczestnicy castingu musieli uprawiać seks na scenie w Poble Espanyol przed publicznością liczącą ok. 2 tys. widzów. Podczas festiwalu został dostrzeżony przez hiszpańskich producentów International Film Group (IFG), a reżyser José María Ponce Berenguer zaangażował go do roli Guanche w filmie Showgirls en Madrid (1996), w którym wystąpił w pięciu scenach. Pracował w klubie nocnym Sala de Fiestas Bagdad z Sophie Evans.

### Kariera w Europie
Luca Damiano obsadził go w swoich wysokobudżetowych filmach pornograficznych, w tym w roli Tony’ego w Cindy (1997) z Karen Lancaume, oficera w komedii Dawno, dawno temu był sobie... burdel (C’era una volta il... bordello, 1997), Fucking Instinct (1997), aktora Adama, który gra na scenie rolę Jokanaana w pastiszu tragedii Oscara Wilde’a Salome – Salomé (1997), Fucking Instinct (1997), generała Barrasa w Napoleone – Le Amanti dell’Imperatore (1998), Siergieja Zodomira w wersji porno Anastazja – AnaXtasia - La principessa stuprata (1998), Nocny portier – Il Portiere di notte (1998) i policjanta w dramacie Kłamliwa żona (La moglie bugiarda, 1998), a także w roli Franka w parodii westernu z 1960 Siedmiu wspaniałych – Rocco i siedmiu wspaniałych (Rocco e i magnifici 7, 1998) i z 1954 Siedmiu samurajów – Rocco i najemnicy (Rocco e i mercenari, 1999) u boku Rocco Siffrediego.
W 1998 na festiwalu filmów erotycznych w Cannes otrzymał nagrodę Hot d’Or dla najlepszego debiutanta. W 2001 wrócił do Cannes, by wręczyć nagrodę za całokształt twórczości właścicielowi „Hustlera”, Larry’emu Flyntowi. Brał udział w sesjach zdjęciowych, często w towarzystwie Andrei Moranty’ego i Toniego Ribasa. Grał w filmach: Anita Dark Forever (1999) z Anitą Dark, Gothix (2000) z Chipy Marlow i Nosferatu (2002) z Melindą Gale. W produkcji Vidéo Marc Dorcel Pulsions sauvages (2001), którego akcja dzieje się w San José podczas karnawału, został obsadzony w roli Miguela. W noweli Aristocratic Sex (2002) z filmu Private Media Group Private Reality 11: Singularity zagrał postać Wolfganga Amadeusa Mozarta.
Karierę kontynuował w Evil Angel, pojawiając się w realizacjach Christopha Clarka w stylu gonzo.
Pod pseudonimem Ramon Enrique wystąpił w trzech filmach Christophe’a Mourthe’a: AmazoneSex (2001), uhonorowanym AVN Award jako jeden z „500 najlepszych filmów dla dorosłych AVN”,  w roli heroicznego wojownika, ColorSex (2001) jako kochanek fetysz z obrożą i Sekrety Kama Sutry (Katsumi et le secret du Kamasutra, 2002), gdzie w czterech scenach ucharakteryzowany „na Japończyka” był partnerem Katsuni. Z kolei hiszpański reżyser Narcís Bosch zaangażował go do filmów IFG, takich jak Lágrimas de esperma (2001), Sex Meat (2001), Mundo salvaje de Max (2001), Ruta 69 (2001), Kryminalne tango (Crazy Bullets, 2003), Hot Rats (2003), Café diablo (2006) i El escándalo de la princesa del pueblo (2011).
Za rolę hiszpańskiego legendarnego bohatera wrestlingu „El Diablo” w filmie Sandry Uve Seksualny kod (616 DF: El diablo español vs. Las luchadoras del este, 2004) został uhonorowany nagrodą Ninfa. Wcielił się w postać motocyklisty, który po wypadku traci przytomność w filmie Thagson Zamek rozkoszy (Il castello del piacere, 2004; reż. Giancarlo Candiano), a następnie wystąpił w głównej roli w parodii Grobowiec mumii – MummyX (2005). W parodii Austin Powers: Agent specjalnej troski – Austine Powders: International Horny Spy (2005) pojawił się jako Numer Drugi z opaską na prawym oku.
W 2006 odebrał nagrodę Ninfa za rolę leśnika Miguela w filmie Pepe Catmana Panika w lesie (Mantis: O Bosque do Tesão, 2006). W hiszpańskiej realizacji Razorback Prezent (The Gift, 2006), nagrodzonej statuetką Ninfa dla najlepszego hiszpańskiego filmu i za najlepszy scenariusz hiszpański (Roberto Valtueña), wystąpił w scenie z Rebecą Linares i Lady Mai. W noweli Ślub z dziećmi (Casados con hijos), będącej częścią feministycznej antologii Eriki Lust Pięć gorących historii dla niej (Five Hot Stories for Her, 2007), zagrał postać Franka, który jest w małżeństwie od ośmiu lat i ma dwójkę dzieci, ale wspólnie z żoną Ritą odwiedza lochy seksualne, aby podtrzymać małżeństwo.
W październiku 2015 był gwiazdą salonu erotycznego w Barcelonie. W czerwcu 2017 uczestniczył w El Salón Erótico de Madrid (SEMAD) w Madrycie. W październiku 2017 na jubileuszowej 25. edycji Festival Internacional de Cine Erótico de Barcelona otrzymał nagrodę dla najlepszego aktora międzynarodowego; na gali wręczenia nagród pojawił się w koszulce z napisem „Abuso sexual infantil: STOP” (pol. „Nie ma zgody na wykorzystywanie seksualne dzieci”), czym wyraził sprzeciw wobec pedofilii.
W grudniu 2017 zajął dziewiąte miejsce w rankingu „Ulubiony aktor porno” (Mis Actores Porno Favoritos) ogłoszonym przez hiszpański portal 20minutos.es. W czerwcu 2018 zwyciężył w rankingu hiszpańskiego portalu 20minutos.es na najprzystojniejszego mężczyznę o imieniu zaczynającym się na literę „R”. W maju 2019 w pubie erotycznym The Secret Garden w Medellín poprowadził warsztaty dotyczące branży filmów dla dorosłych.

### Kariera w Stanach Zjednoczonych
W grudniu 2010, po 12 latach pracy w Europie i ze względu na trudną sytuację ekonomiczną Hiszpanii, przeniósł się do Los Angeles. Zaczął podróżować ze swoim przyjacielem Nacho Vidalem do Kalifornii, gdzie współpracował z amerykańskimi wytwórniami: Wicked Pictures, Reality Kings, New Sensations, Digital Playground, Evil Angel, Brazzers, Hard X, Porndoe Premium i Elegant Angel.
W dramacie Elegant Angel Video Ziemia jałowa (Wasteland, 2012) pojawił się w scenie klubowej. Ze względu na jego hiszpański akcent został obsadzony w roli tytułowego protagonisty Zorro w parodii porno Zorro XXX: A Pleasure Dynasty Parody (2012) w reżyserii Jordana Septy. Film zdobył NightMoves Award dla najlepszej parodii dramatu.
Joanna Angel zaangażowała go do roli tytułowego monstrum Frankensteina w pastiszu Burning Angel Fuckenstein (2012), za występ w filmie zdobył nominację do AVN Award za najlepszą scenę seksu podwójnej penetracji (z Jamesem Deenem i Joanną Angel), zaś sam film otrzymał nagrodę AltPorn Award dla najlepszego wideofilmu pełnometrażowego. Wystąpił w roli sąsiada w parodii shōnen manga Masashiego Kishimoto Naruto – Comic Book Freaks and Cosplay Geeks (2015) w reż. Joanny Angel z Annie Cruz i Wolfem Hudsonem. W filmie Kink.com The Crucible: Parody Gangbang (2016), będącym pastiszem sztuki Arthura Millera Czarownice z Salem i uhonorowanym nagrodą fanów NightMoves Award dla najlepszej specjalnej realizacji fetysz/tabu, zagrał postać duchownego. W krótkometrażowej parodii Digital Playground Gwiezdnych wojen – Star Wars: One Sith–XXX Parody (2016) – pojawił się w czarnej szacie i kościanej masce twarzy jako Darth Nihilus, Mroczny Lord Sithów panujący po wojnie domowej Jedi.
23 stycznia 2016 w Hard Rock Hotel & Casino w Las Vegas był nominowany do dziewięciu nagród AVN w kategoriach: ulubiony gwiazdor porno, wykonawca roku, najlepsza scena seksu chłopak/dziewczyn, najlepsza scena seksu podwójnej penetracji (trzy nominacje) najlepsza scena seksu grupowego (dwie nominacje) i najbardziej skandaliczna scena seksu. Jego ulubionymi partnerkami ekranowymi były Adriana Chechik, Bonnie Rotten i Dani Daniels.
Był na szóstym miejscu listy Adult Entertainment Broadcast Network „gwiazdorów porno lata 2017”, zajął ósme miejsce listy AEBN „gwiazdorów porno lata 2019”, trafił do „złotej trójki” tejże listy AEBN „najlepszych wykonawców lata 2020” i zajął piąte miejsce na liście AEBN „najlepszych wykonawców lata 2023”.
Wystąpił w parodiach porno Axela Brauna: Deadpool (2018) jako Punisher, Kapitan Marvel (2019) jako Chrell i Czarna Wdowa (2021) w roli Taskmastera. W produkcji Cherry Pimps Small but Naughty Ballerina Exercises (2019) wystąpił w roli instruktora baletu. W dramacie Ministerstwo zła (Ministry of Evil, 2019) zagrał księdza zakonu monastycznego. W komedii Joanny Angel Evil Tiki Babes (2020), uhonorowanej AVN Award za najlepszy scenariusz, był barmanem w klubie „Cannibal Cult”.
W 2020 i 2021 prezentował swoje filmy w społecznościowej sieci OnlyFans, zdobywając dużą liczbę subskrybentów, wystąpił z Rebel Lynn w produkcji A Little R&R with Rebel & Ramon (2021). 15 stycznia 2021 został nagrodzony podczas ceremonii wręczenia Xbiz Awards 2021 w Los Angeles w kategorii „Wykonawca roku”. Po raz pierwszy wziął udział w scenie transseksualnej w realizacji Evil Angel Aubrey Kate Is Ramon Nomar’s First TS (2021), której był współreżyserem z Chrisem Streamsem. W 2021 zadebiutował jako reżyser produkcji Evil Angel TransInternational: Los Angeles z Wolfem Hudsonem i Joanną Angel, a następnie wyreżyserował Trans International Las Vegas z udziałem Pierce’a Parisa i aktorki transseksualnej Korry Del Rio.

### Obecność w kulturze masowej
Stwierdził, że zawsze był zwolennikiem dobrze napisanych scenariuszy, w przeciwieństwie do pornografii gonzo, chociaż nie miał żadnych zastrzeżeń do występów w filmach w obu stylach. Ukończył kurs aktorstwa w Stella Adler School w Los Angeles. Jego zdjęcia znalazły się w amerykańskim magazynie dla pań „Playgirl” – w sierpniu 1999 dla Suze Randall i w listopadzie 2000.
2 marca 2015 w The Hollywood Roosevelt Hotel na Hollywood Boulevard w Hollywood był gościem promocji autobiograficznej książki Patricii Velasquez Straight Walk: A Supermodel’s Journey To Finding Her Truth. 11 października 2016 ukazała się książka Future Sex autorstwa Emily Witt, w której został wspomniany.
W komedii Grzeszna miłość (Pecado Original, 2018) wystąpił jako dziennikarz wiadomości.

### Zarzuty o wykroczenia seksualne
11 stycznia 2017 wspólnie z reżyserem filmów porno Tonym T. wniósł pozew do Sądu Najwyższego w Los Angeles za zniesławienie wynikające z zarzutów gwiazdy porno Nikki Benz, która 20 grudnia 2016 za pośrednictwem mediów społecznościowych poinformowała, że po sesji Brazzers w Nikki Goes Bananas i scenie seksu (z 19 grudnia) została napastowana seksualnie. T. i Nomar utrzymywali, że zarzuty były nieprawdziwe. Z relacji innych aktorek porno, Nomar na planie filmowym bywał wybuchowy i przejawiał agresję słowną.

## Życie prywatne
Był żonaty z aktorką porno Leą Martini (właśc. Lucia Pavlovičová), z którą wziął udział w scenach seksu w filmach: Napoleone imperatore perverso (1998), Mode (1998), AnaXtasia (1998), Dark Garden (1999), Dresseuse (1999), Pin-ups 1 (1999), Secrets of the Flesh (1999), Up And Cummers 65 (1999) i Please Cum Inside Me 2 (2001). Był w nieformalnym związku z węgierską aktorką porno Ritą Faltoyano. W 2008 poślubił młodszą o 13 lat aktorkę porno Madelyn Marie (właśc. Kendall Marie Sartiano), z którą ma syna (ur. 2012). W 2014 złożył pozew rozwodowy w Los Angeles. W 2019 spotykał się z aktorką porno Teanną Trump. Ujawnił, że był napastowany seksualne przez kobietę. W 2021 ożenił się z młodszą o 25 lat aktorką porno Gizelle Blanco.

## Nagrody i nominacje
| Rok  | Nagroda                                | Kategoria                                                           | Film                                                                        | Inni wykonawcy | Rezultat  |
| ---- | -------------------------------------- | ------------------------------------------------------------------- | --------------------------------------------------------------------------- | --- | --------- |
| 1998 | Hot D’Or                               | Najlepszy nowy debiutant                                            | —                                                                           | — | Wygrana   |
| 2001 | Ninfa                                  | Najlepszy aktor hiszpański                                          | Sex Gags (2001)                                                             | — | Nominacja |
| 2002 | Ninfa                                  | Najlepszy aktor hiszpański                                          | Delirio y carne (2002)                                                      | — | Nominacja |
| 2003 | Ninfa                                  | Najlepszy aktor drugoplanowy                                        | Pirate Fetish Machine 12: The Fetish Garden (2003)                          | — | Nominacja |
| 2003 | Ninfa                                  | Najlepszy aktor                                                     | Private Café (2003)                                                         | — | Nominacja |
| 2004 | Ninfa                                  | Najlepszy aktor hiszpański                                          | Seksualny kod (616 DF: El diablo español vs. Las luchadoras del este, 2004) | — | Wygrana   |
| 2004 | European X Festival (Bruksela, Belgia) | Najlepszy aktor hiszpański                                          | —                                                                           | — | Nominacja |
| 2005 | Ninfa                                  | Najlepszy aktor hiszpański                                          | 2 Sex 3 Angels (2005)                                                       | — | Nominacja |
| 2005 | AVN Award                              | Najlepsza scena seksu w zagranicznej produkcji                      | Lusty Legs 2 (2004)                                                         | Cindy Lords i Toni Ribas | Nominacja |
| 2006 | Ninfa                                  | Najlepszy aktor hiszpański                                          | Mantis (2006)                                                               | — | Wygrana   |
| 2011 | AVN Award                              | Niedoceniany wykonawca roku                                         | —                                                                           | — | Nominacja |
| 2011 | Galaxy Award                           | Najlepszy wykonawca                                                 | —                                                                           | — | Nominacja |
| 2011 | Galaxy Award                           | Najlepsza scena                                                     | A Beautiful Thing (2010)                                                    | Gracie Glam | Nominacja |
| 2012 | AVN Award                              | Najlepsza scena seksu grupowego                                     | Asa Akira Is Insatiable (2011)                                              | Asa Akira, Toni Ribas, Jon Jon, Erik Everhard, Broc Adams, Danny Mountain i John Strong | Wygrana   |
| 2012 | AVN Award                              | Najlepsza scena seksu grupowego                                     | Oil Overload 4 (2011)                                                       | Mark Davis, Mark Wood, Rebeca Linares, John Strong i Erik Everhard | Nominacja |
| 2012 | AVN Award                              | Najlepsza scena seksu grupowego                                     | Gangbanged 1 (2011)                                                         | Bobbi Starr, Danny Mountain, Karlo Karrera i Toni Ribas | Nominacja |
| 2012 | AVN Award                              | Najlepsza scena seksu grupowego                                     | Gangbanged 2 (2011)                                                         | Jayden Jaymes, Criss Strokes, Danny Mountain, Erik Everhard, John Strong, James Deen, Alex Gonz, Broc Adams, Dana DeArmond, Toni Ribas i Jon Jon | Nominacja |
| 2012 | AVN Award                              | Najlepsza scena seksu grupowego                                     | Orgy: The XXX Championship 1 (2011)                                         | Aiden Ashley, Alan Stafford, Anthony Rosano, Asa Akira, Austin Matthews, Charlie Theron, Evan Stone, Jaelyn Fox, Jeanie Marie Sullivan, Kaci Starr, Liza Del Sierra, Marie McCray, Raven Alexis, Sean Michaels, Sophia Lomeli, Diana Doll, Xander Corvus i Yuki Mori | Nominacja |
| 2012 | AVN Award                              | Najlepsza scena triolizmu (chłopak/chłopak/dziewczyna)              | All About Kagney Linn Karter (2011)                                         | Kagney Linn Karter i Anthony Rosano | Nominacja |
| 2012 | AVN Award                              | Najlepsza scena triolizmu (chłopak/chłopak/dziewczyna)              | Portrait of a Call Girl (2011)                                              | Jessie Andrews i Mick Blue | Nominacja |
| 2012 | AVN Award                              | Wykonawca roku                                                      | —                                                                           | — | Nominacja |
| 2012 | AVN Award                              | Najlepsza scena seksu podwójnej penetracji                          | Kagney Linn Karter is Relentless (2011)                                     | Kagney Linn Karter i Toni Ribas | Nominacja |
| 2012 | AVN Award                              | Najlepsza scena seksu analnego                                      | Rough Sex 3: Adrianna’s Dangerous Mind (2011)                               | Adrianna Nicole | Nominacja |
| 2013 | XBIZ Award                             | Najlepszy wykonawca roku                                            | —                                                                           | — | Nominacja |
| 2013 | XBIZ Award                             | Najlepsza scena seksu w filmie pełnometrażowym                      | Wasteland (2012)                                                            | Lily Carter, David Perry, Lily Labeau, Mick Blue i Toni Ribas | Wygrana   |
| 2013 | AVN Award                              | Najlepsza scena seksu grupowego                                     | Wasteland (2012)                                                            | Lily Carter, David Perry, Lily Labeau, Mick Blue i Toni Ribas | Nominacja |
| 2013 | AVN Award                              | Najlepsza scena seksu grupowego                                     | Asa Akira Is Insatiable 3 (2012)                                            | Asa Akira, Erik Everhard i Mick Blue | Wygrana   |
| 2013 | AVN Award                              | Najlepsza scena seksu podwójnej penetracji                          | Asa Akira Is Insatiable 3 (2012)                                            | Asa Akira i Mick Blue | Wygrana   |
| 2013 | AVN Award                              | Najlepsza scena seksu podwójnej penetracji                          | Lily Carter is Irresistible (2012)                                          | Lily Carter i Mick Blue | Nominacja |
| 2013 | AVN Award                              | Najlepsza scena seksu grupowego                                     | Gangbanged 3 (2012)                                                         | Alex Gonz, Karlo Karrera, Danny Mountain, John Strong, Jon Jon i Kagney Linn Karter | Nominacja |
| 2013 | AVN Award                              | Najlepsza scena triolizmu (chłopak/chłopak/dziewczyna)              | Joanna Angel Filthy Whore (2012)                                            | Joanna Angel i Skin Diamond | Nominacja |
| 2013 | AVN Award                              | Wykonawca roku                                                      | —                                                                           | — | Nominacja |
| 2013 | AVN Award                              | Najlepsza scena seksu triolizmu (chłopak/chłopak/dziewczyna)        | Lexi (2012)                                                                 | Lexi Belle i Mick Blue | Wygrana   |
| 2013 | AVN Award                              | Najlepsza scena seksu podwójnej penetracji                          | Fuckenstein (2012)                                                          | James Deen i Joanna Angel | Nominacja |
| 2013 | AVN Award                              | Najlepsza scena seksu podwójnej penetracji                          | Remy 1 (2012)                                                               | Erik Everhard i Remy LaCroix | Nominacja |
| 2013 | AVN Award                              | Najlepsza scena seksu triolizmu (chłopak/chłopak/dziewczyna)        | Spin Class Ass (2012)                                                       | Brad Tyler i Gracie Glam | Nominacja |
| 2013 | Sex Award                              | Najgorętszy ogier dla dorosłych                                     | —                                                                           | — | Nominacja |
| 2014 | XRCO Award                             | Wykonawca roku                                                      | —                                                                           | — | Nominacja |
| 2014 | AVN Award                              | Najlepsza scena seksu triolizmu (chłopak/chłopak/dziewczyna)        | Anikka (2013)                                                               | Anikka Albrite i James Deen | Wygrana   |
| 2014 | AVN Award                              | Najlepsza scena seksu analnego                                      | Evil Anal 19 (2013)                                                         | Bonnie Rotten | Nominacja |
| 2014 | AVN Award                              | Najlepsza scena seksu podwójnej penetracji                          | Bailey Blue Wide Open (2013)                                                | Dahlia Sky i Karlo Karrera | Nominacja |
| 2014 | AVN Award                              | Najlepsza scena seksu trójosobowego (dziewczyna/dziewczyna/chłopak) | Girl/Boy (2013)                                                             | Dana Vespoli i Valentina Nappi | Nominacja |
| 2015 | Ninfa                                  | Nagroda specjalna Seb Apricots                                      | —                                                                           | — | Wygrana   |
| 2015 | AVN Award                              | Najlepsza scena seksu grupowego                                     | Gangbang Me (2014)                                                          | A.J. Applegate, John Strong, Erik Everhard, Mr. Pete, Mick Blue, James Deen i Jon Jon | Wygrana   |
| 2015 | AVN Award                              | Najlepsza scena seksu triolizmu (chłopak/chłopak/dziewczyna)        | Allie (2014)                                                                | Allie Haze i Mick Blue | Wygrana   |
| 2016 | NightMoves                             | Najlepszy wykonawca roku                                            | —                                                                           | — | Nominacja |
| 2016 | XBIZ Award                             | Najlepszy wykonawca roku                                            | —                                                                           | — | Nominacja |
| 2016 | XBIZ Award                             | Najlepsza scena seksu – realizacja gonzo                            | Brazzers House (2015)                                                       | Ava Addams, Erik Everhard, Nikki Benz, Phoenix Marie, Tommy Gunn, Toni Ribas, Romi Rain i Tory Lane | Nominacja |
| 2016 | AVN Award                              | Ulubiony gwiazdor porno                                             | —                                                                           | — | Nominacja |
| 2016 | AVN Award                              | Najlepsza scena seksu chłopak/dziewczyna                            | True Erotica (2015)                                                         | Dani Daniels | Nominacja |
| 2016 | AVN Award                              | Najlepsza scena seksu podwójnej penetracji                          | All Stuffed Up (2015)                                                       | Vicki Chase i Toni Ribas | Nominacja |
| 2016 | AVN Award                              | Najlepsza scena seksu grupowego                                     | Slut Puppies 9 (2014)                                                       | Bill Bailey, Carter Cruise, Criss Strokes, Jessy Jones, John Strong i Mark Wood | Nominacja |
| 2016 | AVN Award                              | Wykonawca roku                                                      | —                                                                           | — | Nominacja |
| 2016 | AVN Award                              | Najlepsza scena seksu podwójnej penetracji                          | All Access Carter Cruise (2015)                                             | Carter Cruise i Toni Ribas | Nominacja |
| 2016 | AVN Award                              | Najbardziej skandaliczna scena seksu                                | Big Wet Asses 24 (2015)                                                     | Laela Pryce i Mick Blue | Nominacja |
| 2016 | AVN Award                              | Najlepsza scena seksu grupowego                                     | Brazzers House (2015)                                                       | Ava Addams, Erik Everhard, Nikki Benz, Tommy Gunn, Toni Ribas, Romi Rain, Phoenix Marie i Tory Lane | Nominacja |
| 2016 | AVN Award                              | Najlepsza scena seksu podwójnej penetracji                          | Anal Buffet 11 (2015)                                                       | Karlo Karrera, Erik Everhard i Jodi Taylor | Nominacja |
| 2016 | XRCO Award                             | Wykonawca roku                                                      | —                                                                           | — | Nominacja |
| 2016 | Spank Bank Award                       | Penis roku                                                          | —                                                                           | — | Nominacja |
| 2016 | AltPorn Award                          | Najlepszy wystrzał z palnika                                        | Dude, Am I A Slut? (2015)                                                   | Chad Alva, Romance, John Strong, Erik Everhard i Taurus Angel | Nominacja |
| 2017 | XBIZ Award                             | Najlepsza scena seksu – zagraniczna realizacja                      | Sexbots: Programmed For Pleasure (2016)                                     | Asa Akira, Dirk Huge, Eric John, Eric Masterson, Jovan Jordan i Marco Banderas | Nominacja |
| 2017 | XBIZ Award                             | Najlepsza scena seksu – realizacja gonzo                            | Dakota Goes Nuts! (2016)                                                    | Dakota i James Deen | Nominacja |
| 2017 | XBIZ Award                             | Wykonawca roku                                                      | —                                                                           | — | Nominacja |
| 2017 | XBIZ Award                             | Najlepsza scena seksu – realizacja gonzo                            | Ava’s All In (2015)                                                         | Ava Addams, Ricky Johnson, Jon Jon, James Deen i Tommy Gunn | Nominacja |
| 2017 | AVN Award                              | Najlepsza scena seksu grupowego                                     | Ava’s All In (2015)                                                         | Ava Addams, Ricky Johnson, Jon Jon, James Deen i Tommy Gunn | Nominacja |
| 2017 | AVN Award                              | Najlepsza scena seksu chłopak/dziewczyna                            | Fucking Flexible (2015)                                                     | Lea Lexis | Nominacja |
| 2017 | Ninfa                                  | Najlepszy aktor międzynarodowy SEB 2017                             | —                                                                           | — | Wygrana   |
| 2017 | Spank Bank Award                       | Penis roku                                                          | —                                                                           | — | Nominacja |
| 2018 | AVN Award                              | Najlepsza orgia/Film gangbang                                       | My First Gang Bang (2017)                                                   | Alana Cruise, Toni Ribas, James Deen i Steve Holmes Samantha Rone, John Strong, Mr. Pete i Tommy Pistol | Wygrana   |
| 2018 | AVN Award                              | Najlepsza scena seksu analnego                                      | Blast My Ass (2017)                                                         | Riley Nixon | Nominacja |
| 2018 | AVN Award                              | Najlepszy wykonawca roku                                            | —                                                                           | — | Nominacja |
| 2018 | AVN Award                              | Najlepsza scena seksu podwójnej penetracji                          | All Stuffed Up 2 (2017)                                                     | Maddy O’Reilly i Toni Ribas | Nominacja |
| 2018 | AVN Award                              | Najlepsza scena seksu grupowego                                     | Hardcore Gangbang Parodies 3 (2017)                                         | T Stone, Moka Mora, Owen Grey i Will Havoc | Nominacja |
| 2018 | AltPorn Award                          | Najlepszy film gonzo wideo                                          | Evil & Hot Halloween Orgy (2017)                                            | Aiden Starr, Amara Romani, John Strong, Sadie Santana, Kasey Warner, Ember Stone i The Pope | Nominacja |
| 2019 | AVN Award                              | AVN Hall of Fame                                                    | —                                                                           | — | Wygrana   |
| 2019 | AVN Award                              | Najlepsza scena seksu chłopak/dziewczyna                            | The Possession of Mrs. Hyde (2018)                                          | Avi Love | Wygrana   |
| 2019 | AVN Award                              | Najlepsza scena seksu triolizmu – chłopak/chłopak/dziewczyna        | The Possession of Mrs. Hyde (2018)                                          | Reagan Foxx i Alex Legend | Nominacja |
| 2019 | AVN Award                              | Najlepsza scena seksu oralnego                                      | My Wife’s First Blowbang (2018)                                             | Kristen Scott, Johnny Goodluck, Codey Steele i Tommy Pistol | Nominacja |
| 2019 | AVN Award                              | Najlepsza scena seksu grupowego                                     | Lena Paul 1st Gangbang (2018)                                               | Lena Paul, Mr. Pete, John Strong, Mick Blue i Brad Newman | Nominacja |
| 2019 | Spank Bank Award                       | Penis w dół mistrzem roku                                           | —                                                                           | — | Wygrana   |
| 2019 | XBIZ Awards                            | Najlepsza scena w realizacji parodii                                | Deadpool XXX: An Axel Braun Parody (2018)                                   | Romi Rain | Nominacja |
| 2019 | NightMoves Awards                      | Najlepszy wykonawca                                                 | —                                                                           | — | Wygrana   |
| 2019 | XBIZ Europa Award                      | Najlepsza scena seksu w produkcji gonzo                             | Elements (2018)                                                             | Misha Cross | Nominacja |
| 2019 | XRCO Award                             | XRCO Hall of Fame                                                   | —                                                                           | — | Wygrana   |
| 2019 | Fleshbot Award                         | Najlepsza scena chłopak/dziewczyna                                  | The Possession Of Mrs. Hyde (2018)                                          | Avi Love | Nominacja |
| 2019 | Fleshbot Award                         | Najlepszy wykonawca roku                                            | —                                                                           | — | Nominacja |
| 2019 | Fleshbot Award                         | Najlepsza scena seksu analnego                                      | Big Wet MILF Asses (2018)                                                   | Nina Elle | Nominacja |
| 2019 | AltPorn Awards                         | Najlepsze wideo fabularne                                           | Leigh Raven: Prove Something (2018)                                         | Lea Lexis, Owen Gray, Markus Dupree, Toni Ribas, Kissa Sins, Dolly Leigh, Riley Nixon, Kacie Castle, Leigh Raven i Megan Winters | Wygrana   |
| 2020 | XBIZ Award                             | Najlepsza scena seksu – gonzo                                       | Freaky Petite 5 (2019)                                                      | Vina Sky | Nominacja |
| 2020 | XCritic Award                          | Wykonawca roku                                                      | —                                                                           | — | Nominacja |
| 2020 | XRCO Award                             | Wykonawca roku                                                      | —                                                                           | — | Nominacja |
| 2020 | AVN Award                              | Najlepsza scena seksu analnego                                      | Emily Willis: The Anal Awakening (2019)                                     | Emily Willis | Wygrana   |
| 2020 | AVN Award                              | Najlepsza scena seksu podwójnej penetracji                          | Bush 8 (2019)                                                               | Lisey Sweet i Mr. Pete | Nominacja |
| 2020 | AVN Award                              | Najlepsza scena seksu podwójnej penetracji                          | I Am Riley (2019)                                                           | Riley Reid i Markus Dupree | Wygrana   |
| 2020 | AVN Award                              | Najlepsza scena seksu podwójnej penetracji                          | Performers of the Year 2019 (2019)                                          | Abella Danger i Steve Holmes | Nominacja |
| 2020 | AVN Award                              | Najlepsza scena seksu podwójnej penetracji                          | Kira Noir DP/DA (DP Me 8, DVD, 2019)                                        | Kira Noir i Mick Blue | Nominacja |
| 2020 | AVN Award                              | Najlepsza zagraniczna scena seksu analnego                          | Elements (2019)                                                             | Misha Cross | Wygrana   |
| 2020 | AVN Award                              | Najlepsza scena gangbang                                            | Alexis Fawx's 1st Gangbang (Gangbang Me 5, DVD, 2019)                       | Alexis Fawx, Donny Sins, Jessy Jones, Mick Blue i Prince Yahshua | Nominacja |
| 2020 | AVN Award                              | Najlepsza scena seksu triolizmu (chłopak/chłopak/dziewczyna)        | Wife Wants It Black (2019)                                                  | Katrina Jade i Prince Yahshua | Nominacja |
| 2020 | Spank Bank Award                       | Wykonawca roku                                                      | —                                                                           | — | Nominacja |
| 2020 | NightMoves Award                       | Najlepszy wykonawca                                                 | –                                                                           | – | Nominacja |
| 2020 | Altporn Award                          | Najlepsza scena gotycka                                             | Lola FaeDe’s First Gangbang (2019)                                          | Lola Fae, Steve Holmes, Isiah Maxwell, Michael Vegas i Small Hands | Nominacja |
| 2021 | XBIZ Award                             | Wykonawca roku                                                      | —                                                                           | — | Wygrana   |
| 2021 | XBIZ Award                             | Najlepsza scena seksu gonzo                                         | Hardcore Threesomes 4 (2020)                                                | Gabbie Carter i Giselle Palmer | Nominacja |
| 2021 | XBIZ Award                             | Najlepsza scena seksu gonzo                                         | Oil For Days (2020)                                                         | Jane Wilde i Paige Owens | Nominacja |
| 2021 | XBIZ Award                             | Najlepsza scena seksu gonzo                                         | DP Me 10 (2020)                                                             | Victoria Voxxx i Mick Blue | Nominacja |
| 2021 | AVN Award                              | Nagroda fanów: Ulubiony gwiazdor                                    | —                                                                           | — | Nominacja |
| 2021 | AVN Award                              | Najlepsza scena seksu analnego                                      | Anal Destruction 8 (2020)                                                   | Adriana Chechik | Nominacja |
| 2021 | AVN Award                              | Najlepsza scena seksu chłopak/dziewczyna                            | Sluts in Stockings 3 (2020)                                                 | Riley Reid | Nominacja |
| 2021 | AVN Award                              | Najlepsza scena seksu z podwójną penetracją                         | Exposure (2019)                                                             | Emily Willis i Mick Blue | Nominacja |
| 2021 | AVN Award                              | Najlepsza scena seksu z podwójną penetracją                         | DP Me 10: Hardcore DP (2019)                                                | Whitney Wright i Mick Blue | Nominacja |
| 2021 | AVN Award                              | Najlepsza scena gangbangu                                           | Ministry of Evil (2019)                                                     | Steve Holmes, Kate Kennedy i John Strong | Nominacja |
| 2021 | AVN Award                              | Najlepsza scena gangbangu                                           | Hot Fit Slut Ana Foxxx Bound, Fucked, DP’d and Stuffed Airtight (2020)      | Ana Foxxx, Donny Sins, Codey Steele i Johnny Goodluck | Nominacja |
| 2021 | AVN Award                              | Najlepsza scena gangbangu                                           | London’s Stripper Fantasy GangBang (2020)                                   | London River, Donny Sins, Rob Piper, Robby Echo i Eddie Jaye | Nominacja |
| 2021 | AVN Award                              | Najlepsza scena triolizmu (chłopak/chłopak/dziewczyna)              | Join Me for a Threesome 4: Rammed: Gianna Dior (2020)                       | Gianna Dior i Mick Blue | Nominacja |
| 2021 | AVN Award                              | Wykonawca roku                                                      | —                                                                           | — | Nominacja |
| 2021 | NightMoves                             | Najlepszy wykonawca                                                 | —                                                                           | — | Nominacja |
| 2021 | Fleshbot Award                         | Najlepsza scena seksu grupowego                                     | Lana Analise with Daddy Issues Gets Gang Banged (2021)                      | Lana Analise, John Strong i Michael Stefano | Nominacja |
| 2021 | Fleshbot Award                         | Najlepsza scena seksu trans                                         | Trans International Las Vegas (2021)                                        | Korra Del Rio | Nominacja |
| 2021 | Fleshbot Award                         | Najlepsza scena seksu trans                                         | I Am Aubrey (2021)                                                          | Aubrey Kate | Nominacja |
| 2021 | Fleshbot Award                         | Najlepsza scena seksu grupowego trans                               | Trans International LA (2021)                                               | Natalie Mars i Joanna Angel | Nominacja |
| 2022 | XBIZ Award                             | Wykonawca roku                                                      | —                                                                           | — | Nominacja |
| 2022 | XBIZ Award                             | Najlepsza scena seksu w filmie fabularnym                           | Black Widow XXX: An Axel Braun Parody (2021)                                | Lacy Lennon, Elena Koshka i Seth Gamble | Wygrana   |
| 2022 | XBIZ Award                             | Najlepsza scena seksu – gonzo                                       | DP Me 11 (2021)                                                             | Emma Hix i Mick Blue | Nominacja |
| 2022 | XBIZ Award                             | Najlepsza scena seksu – gonzo                                       | Manhandled 14 (2021)                                                        | Emily Willis | Nominacja |
| 2022 | XBIZ Award                             | Najlepsza scena seksu – prezentacja wykonawców                      | I Am Aubrey (2021)                                                          | Aubrey Kate | Nominacja |
| 2022 | XBIZ Award                             | Najlepsza scena seksu trans                                         | I Am Aubrey (2021)                                                          | Aubrey Kate | Nominacja |
| 2022 | XBIZ Award                             | Najlepsza scena seksu trans                                         | Trans International L.A. (2021)                                             | Joanna Angel i Natalie Mars | Nominacja |
| 2022 | AVN Award                              | Wykonawca roku                                                      | –                                                                           | – | Nominacja |
| 2022 | AVN Award                              | Najlepsza scena seksu analnego                                      | Axel Braun’s Down 2 Fuck – Scene 2 (2021)                                   | Emily Willis | Nominacja |
| 2022 | AVN Award                              | Najlepsza scena seksu analnego                                      | Jane Wilde’s Animalistic Vibe, Performers of the Year 2020 (2021)           | Jane Wilde | Nominacja |
| 2022 | AVN Award                              | Najlepsza scena seksu z podwójną penetracją                         | Double or Nothing, DP Me 12 (2021)                                          | Jane Wilde i Mick Blue | Nominacja |
| 2022 | AVN Award                              | Najlepsza scena gangbangu                                           | It’s Raining Cum on Daddy Groupie Liv Revamped (2021)                       | Liv Revamped, Michael Stefano i John Strong | Nominacja |
| 2022 | AVN Award                              | Najlepsza scena seksu grupowego trans                               | TS Natalie Mars, Joanna Angel & Ramon!, Trans International L.A. (2021)     | Natalie Mars i Joanna Angel | Nominacja |
| 2022 | AVN Award                              | Najbardziej skandaliczna scena seksu                                | Lana Analise With Daddy Issues Gets Gang Banged (2021)                      | Lana Analise, Michael Stefano i John Strong | Nominacja |
| 2022 | AVN Award                              | Ulubiony gwiazdor porno                                             | —                                                                           | — | Nominacja |
| 2022 | Trans Erotica Award                    | Najlepsza scena z trójkątem                                         | Trans International: L.A. (2021)                                            | Natalie Mars i Joanna Angel | Nominacja |
| 2022 | Trans Erotica Award                    | Najlepsza scena z trójkątem                                         | Trans International Las Vegas: Vegas DP/DAP 3-Way! (2021)                   | Melanie Brooks i Rebel Rhyder | Nominacja |
| 2022 | XRCO Award                             | Wykonawca roku                                                      | —                                                                           | — | Nominacja |
| 2022 | NightMoves Award                       | Najlepszy wykonawca                                                 | —                                                                           | — | Nominacja |
| 2022 | AltPorn Award                          | Najlepszy film gonzo                                                | Little Anal Lovers (2021)                                                   | Kenzie Reeves, Jane Wilde, Joanna Angel, Holly Hendrix i Michael Stefano | Nominacja |
| 2022 | AltPorn Award                          | Najlepszy film gonzo                                                | Department Of Double Penetration Vol. 3 (2021)                              | London River, Markus Dupree, Tommy Pistol, John Strong, Addison Lee, Luna Lovely i Lola Fae | Nominacja |
| 2022 | Fleshbot Award                         | Najlepsza scena seksu pary trans                                    | Blowjob & Anal Seducer (2021)                                               | Andrea Zhay | Nominacja |
| 2022 | Fleshbot Award                         | Film roku trans                                                     | Trans International Last Parade (2021)                                      | Brittney Kade, Crystal Thayer, Andrea Zhay, Rodrigo Amor i Candice Kane | Nominacja |
| 2023 | AVN Award                              | Nagroda fanów: Ulubiony gwiazdor porno                              | —                                                                           | — | Nominacja |
| 2023 | AVN Award                              | Najlepsza scena seksu z podwójną penetracją                         | Kenna’s Red Hot DP! (2022)                                                  | Kenna James i Mick Blue | Nominacja |
| 2023 | AVN Award                              | Najlepsza scena seksu z podwójną penetracją                         | Slender Cutie Alexis Tae Enjoys Hardcore Double Penetration (2022)          | Alexis Tae i Michael Stefano | Nominacja |
| 2023 | AVN Award                              | Najlepsza scena gangbangu                                           | Remy’s Back With a Bang (2022)                                              | Remy LaCroix, Dante Colle, John Strong, Damon Dice i Tommy Pistol | Nominacja |
| 2023 | AVN Award                              | Wykonawca roku                                                      | —                                                                           | — | Nominacja |
| 2023 | XBIZ Award                             | Najlepsza scena seksu – prezentacja wykonawców                      | Gia (2022)                                                                  | Gia Derza | Nominacja |
| 2023 | XBIZ Award                             | Najlepsza scena seksu – gonzo                                       | DP Me, Vol. 13 (2022)                                                       | Kenna James i Mick Blue | Nominacja |
| 2023 | XBIZ Award                             | Najlepsza scena seksu – pierwszy występ w karierze                  | DP Me, Vol. 13 (2022)                                                       | Tommy King i Mick Blue | Nominacja |
| 2023 | XBIZ Award                             | Reżyser roku produkcji transseksualnej                              | —                                                                           | — | Nominacja |
| 2023 | Fleshbot Award                         | Film roku                                                           | Adventures Of A Hotwife (2022)                                              | Alex Harper, Emma Magnolia, Payton Preslee, Sadie Summers, Lucky Fate, Michael Stefano i Milan Ponjevic | Nominacja |
| 2024 | XBIZ Award                             | Najlepsza scena seksu – winieta                                     | Adventures of a Hotwife (2023)                                              | Payton Preslee | Nominacja |
| 2024 | XBIZ Award                             | Najlepsza scena seksu – gonzo                                       | Hot Bodies 6: Double Anal Sex in the City (2023)                            | April Olsen i Mick Blue | Nominacja |
| 2024 | AVN Award                              | Najlepsza scena seksu z podwójną penetracją                         | Hot Bodies 6: Double Anal Sex in the City (2023)                            | April Olsen i Mick Blue | Nominacja |
| 2024 | AVN Award                              | Najlepsza scena seksu z podwójną penetracją                         | Oil for Days 4: Tommy King: Oil-Soaked Double Anal! (2023)                  | Tommy King i Rob Piper | Nominacja |
| 2024 | AVN Award                              | Wykonawca roku                                                      | —                                                                           | — | Nominacja |
| 2024 | AVN Award                              | Najlepsza scena seksu orgii                                         | Nicole’s House Party (2023)                                                 | Nicole Doshi, Scarlett Sage, Kylie Rocket, Vanessa Sky, Kate Dalia i Seth Gamble | Nominacja |
| 2024 | AVN Award                              | Najlepsza scena gangbangu                                           | No Cum Dodging Allowed 14 – Scene 2 (2023)                                  | Erin Everheart, Lexington Steele, Michael Stefano i John Strong | Nominacja |
| 2024 | AVN Award                              | Nagroda fanów: Ulubiony gwiazdor porno                              | —                                                                           | — | Nominacja |
| 2025 | AVN Award                              | Najlepszy aktor drugoplanowy                                        | Dysfunctional Family Values 2: Family First (2024)                          | – | Nominacja |
| 2025 | AVN Award                              | Najlepsza scena triolizmu (chłopak//dziewczyna/dziewczyna)          | Dysfunctional Family Values 2: Family First – Scene 2 (2024)                | Anna Claire Clouds i Aubree Valentine | Nominacja |